# Ruth Croft
Ruth Croft (* 15. Januar 1989) ist eine neuseeländische, auf Ultradistanzen spezialisierte Trailläuferin. Bei den Trail-Weltmeisterschaften 2019 gewann sie die Silbermedaille.

## Werdegang
Geboren und aufgewachsen in Neuseeland sammelte Ruth Croft erste Wettkampferfahrungen beim Crosslauf. Als Siebzehnjährige vertrat sie ihr Land im Hindernislauf bei den Leichtathletik-U20-Weltmeisterschaften in Peking. Nach ihrer Schulzeit erhielt sie ein Stipendium und begann ein Studium an der Universität Portland in Oregon, bekannt für ihr Leichtathletikteam. Aufgrund von drei Ermüdungsbrüchen konnte Croft ihre Leichtathletikkarriere jedoch nicht fortsetzen. Sie zog nach Taiwan, wo sie zaghaft wieder mit dem Laufen einstieg. Bei ihrem ersten Wettkampf, der North Face 100K Challenge 2013, war die 15-km-Distanz ausgebucht, sodass sie über die 50-km-Distanz startete.
Beim Ultra-Trail du Mont-Blanc siegte sie 2015 im Rahmen des CCC. Auch in den beiden Folgejahren erreichte sie bei namhaften Trail-Wettbewerben mehrfach Podiumsplätze.
2018 startete sie bei den Golden Trail Series mit einem 3. Platz in Zegama-Aizkorri und siegte beim Marathon du Mont Blanc. Beim Berglauf Sierre–Zinal erreichte sie den 4. Platz. Beim Finale im Rahmen des Otter African Trail Run wurde sie Zweite hinter Holly Page. Dank dieser guten Platzierungen gewann sie die Gesamtwertung der Golden Trail Series 2018.
Bei den Trail-Weltmeisterschaften 2019 in Portugal gewann sie die Silbermedaille hinter Blandine L’Hirondel. Beim Marathon du Mont Blanc konnte sie ihren Titel aus dem Vorjahr verteidigen.
2021 gewann sie beim Tarawera Ultramarathon die Frauen- und – mit 18 Minuten Vorsprung auf den männlichen Sieger – die Gesamtwertung.
Nachdem sie 2021 den 2. Platz belegt hatte, siegte sie 2022 beim Western States Endurance Run.
Beim Zugspitz Ultratrail 2023 errang sie beim Ehrwald Trail über 88 km und 4000 Höhenmeter mit 11:09 h den Gesamtsieg noch vor dem schnellsten Mann.
2024 erreichte sie beim Ultra-Trail du Mont-Blanc über die 176 km den 2. Platz hinter Katie Schide.

## Sportliche Erfolge (Auswahl)
2014
- Mount Fuji, 21 km: 1. Platz

2015
- Tarawera Ultramarathon, 102 km: 2. Platz
- Ultra-Trail du Mont-Blanc, CCC: 1. Platz

2016
- Transvulcania, 73 km: 3. Platz

2017
- Lavaredo Ultra Trail, 120 km: 2. Platz
- Grand Trail des Templiers, 76 km: 1. Platz

2018
- Zegama-Aizkorri, 42 km: 3. Platz
- Marathon du Mont Blanc: 1. Platz
- Berglauf Sierre–Zinal: 4. Platz
- Otter African Trail Run, 41,2 km: 2. Platz
- Gesamtsiegerin Golden Trail Series

2019
- Trail-Weltmeisterschaften, 44 km: 2. Platz
- Marathon du Mont Blanc: 1. Platz
- Giir di Mont: 1. Platz
- Berglauf Sierre–Zinal: 4. Platz

2020
- Matterhorn Ultraks Extreme, 25 km: 4. Platz
- Berglauf Sierre–Zinal: 5. Platz

2021
- Tarawera Ultramarathon, 102 km: 1. Platz
- Western States Endurance Run, 100 Meilen: 2. Platz
- Grand Trail des Templiers, 80,9 km: 1. Platz

2022
- Western States Endurance Run, 100 Meilen: 1. Platz
- Grand Trail des Templiers, 80,9 km: 2. Platz

2023
- Zugspitz Ultratrail, Ehrwald Trail 88 km: 1. Platz

2024
- Zugspitz Ultratrail, Leutasch Trail 68 km: 1. Platz
- Ultra-Trail du Mont-Blanc, UTMB: 2. Platz

2025
- Tarawera Ultra-Trail New Zealand, T102: 1. Platz, neuer Streckenrekord (8:24:34 Stunden)